# Incestophantes washingtoni
Incestophantes washingtoni är en spindelart som först beskrevs av Zorsch 1937.  Incestophantes washingtoni ingår i släktet Incestophantes och familjen täckvävarspindlar. Inga underarter finns listade i Catalogue of Life.